# Graziella Sonnino
Graziella Sonnino, född 1884, död efter 1958, var en italiensk pacifist och rösträttskvinna. Hon var deltagare i Inter-Allied Women's Conference i Paris år 1919.